# Alex Dimitrijević
Alex Dimitrijević (* 15. April 2003 in Zagreb) ist ein kroatischer Eishockeyspieler, der seit Anbeginn seiner Karriere beim KHL Medveščak Zagreb unter Vertrag steht und derzeit mit dem Klub in der kroatischen Eishockeyliga und in der International Hockey League spielt.

## Karriere
Alex Dimitrijević begann seine Karriere als Eishockeyspieler im Jugendbereich von KHL Medveščak Zagreb. Er spielte zeitweise auch für das „Team Zagreb“ in der IntHL U18. Mit 16 Jahren kam er auch zu ersten Einsätzen in der kroatischen Eishockeyliga und  zwei Jahre später in der International Hockey League. 2022/23 spielte er auch für das Team „Croatia Select“ in der International Hockey League. Seit 2023 spielt er auch in der International Hockey League wieder für Medveščak.

### International
Für Kroatien nahm Dimitrijević im Juniorenbereich an den U18-Weltmeisterschaften 2018 und 2019 in der Division II sowie den Division-II-Turnieren der U20-Junioren-Weltmeisterschaften 2022 und 2023 teil.
Sein Debüt in der Herren-Nationalmannschaft der Kroaten gab er bei den Weltmeisterschaften der Division II 2022. Dort spielte er auch bei der Weltmeisterschaft 2023. Zudem stand er im Aufgebot seines Landes bei der Olympiaqualifikation für die Winterspiele in Mailand 2026.

## Erfolge und Auszeichnungen
- 2022 Aufstieg in die Division II, Gruppe A, bei der U20-Weltmeisterschaft der Division II, Gruppe B
- 2023 Aufstieg in die Division I, Gruppe B, bei der U20-Weltmeisterschaft der Division II, Gruppe A

## Statistik
(Stand: Ende der Saison 2022/23)